# Church Eaton
Church Eaton es una parroquia civil y un pueblo del distrito de Stafford, en el condado de Staffordshire (Inglaterra).

## Geografía
Según la Oficina Nacional de Estadística británica, Church Eaton tiene una superficie de 16,98 km².

## Demografía
Según el censo de 2001, Church Eaton tenía 628 habitantes (50,32% varones, 49,68% mujeres) y una densidad de población de 36,98 hab/km². El 20,38% eran menores de 16 años, el 75,96% tenían entre 16 y 74, y el 3,66% eran mayores de 74. La media de edad era de 38,93 años. Del total de habitantes con 16 o más años, el 19,2% estaban solteros, el 69,6% casados, y el 11,2% divorciados o viudos.
Según su grupo étnico, el 98,25% de los habitantes eran blancos, el 0,48% mestizos, el 0,48% asiáticos, y el 0,8% chinos. La mayor parte (96,81%) eran originarios del Reino Unido. El resto de países europeos englobaban al 0,96% de la población, mientras que el 2,23% había nacido en cualquier otro lugar. El cristianismo era profesado por el 80,76%, el budismo por el 0,48%, y el sijismo por el 0,48%. El 13,2% no eran religiosos y el 5,09% no marcaron ninguna opción en el censo.
Había 237 hogares con residentes y 10 vacíos.